# Dominique Dupuy (naturaliste)
Pour les articles homonymes, voir Dominique Dupuy et Dupuy.
L’Abbé Dominique Dupuy est un botaniste, malacologue et plus largement un biologiste né à Lectoure (département du Gers) le 16 mai 1812 et décédé dans cette ville le 23 septembre 1885, à l’âge de 73 ans des suites d’une grave affection névralgique. L’abbé Dupuy représente aujourd’hui une figure importante, notamment pour la science malacologique comme en témoigne la nécrologie publiée en 1885 dans le Journal de Conchyliologie. Le seul portrait connu à ce jour avec sa biographie serait dans Bulletins de la Société malacologique de France.

## Biographie

### Mémoires d’un savant de l’ombre
Scientifique notable bien que peu connu, il est possible de retracer les grandes lignes de la vie de ce savant gersois grâce aux éléments autobiographiques présents dans les Mémoires d’un botaniste accompagnées de la florule des stations des chemins de fer du Midi dans le Gers publiées en 1868. Cette œuvre mêle observations, analyses scientifiques et mémoires du scientifique avec une première partie «dans laquelle il n’est nullement question de botanique». Dans un pacte autobiographique (« L’avis au lecteur » inaugural) l’abbé Dupuy confie avec beaucoup de modestie avoir dû écrire ses mémoires sur la demande de ses élèves. Ainsi se multiplient les anecdotes concernant son existence et c’est parfois avec une minutie scientifique qu’il raconte ses souvenirs d’enfance. À plusieurs reprises dans le récit autobiographique, il adjoint certaines observations, établit quelques descriptions ou analyses plus ou moins scientifiques, souligne certains aspects culturels ou politiques et parfois même établit quelques critiques. Ainsi, la lecture des Mémoires d'un botaniste nous offre les bribes d’une existence paisible d’un homme toujours tourné dans le sens de la connaissance.

### Un enfant curieux et un jeune homme instruit
Dominique Dupuy est né dans la commune gersoise de Lectoure.  Il est l’ainé de deux enfants. Il est le fils de Henry Dupuy et de Jeanne Marie Bedès. Son père est un armurier renommé du département ce qui explique  l’intérêt du scientifique pour les plaisirs de la chasse et pour la découverte de la nature en général.	Son père possédait en plus de son atelier un débit de poudre royale et un débit de tabac très apprécié par les habitants de la ville. Son grand-père était un plâtrier reconnu, fin artisan, ancien compagnon du devoir, en somme un ouvrier habile et intelligent qui fut de 1816 à 1825 - année de sa mort - membre du Conseil municipal de la ville de Lectoure. Il est donc élevé dans une famille relativement aisée et instruite.  Il  grandit à la campagne où il peut découvrir la nature qui aiguise très tôt sa curiosité tout en jouissant d’une éducation digne de celle que la ville pouvait offrir à cette époque. 
Enfant, son éducation est d’abord confiée à des religieuses clarisses. De condition physique chétive, on l’incite dès son plus jeune âge à diriger ses premiers efforts vers les études. Très tôt il montre une profonde curiosité pour tout ce qui l’entoure et un appétit littéraire remarquable. Il reçoit au sein de sa famille une éducation pieuse conforme à celle que la plupart des familles aisées de cette époque s'efforçaient de donner à leurs enfants. Dans ses mémoires, l’abbé affirme que ces pratiques lui constituèrent très tôt un environnement religieux propice à l’éclosion de sa vocation. À l’âge de six ans il est confié à un instituteur chargé de lui enseigner l’écriture que l’auteur confie ne pas chérir. À huit ans il rentre au collège, commence l’étude du latin et entame ainsi sa formation classique. Il est bon élève et obtient en 1823 trois prix au sein de son établissement. Sa famille n’étant cependant pas assez riche pour lui offrir les services d’un précepteur, son éducation est renforcée par un jeune professeur, proche de la famille.
En 1824, il fait un voyage à Bordeaux ce qui est pour lui l’occasion de se confronter pour la première fois à la ville. Fort impressionné par ce qu’il a pu y avoir il remet en question sa vocation ecclésiastique. L’effervescence du port bordelais lui suggéra d’abandonner les lettres classiques au profit d’une carrière dans le commerce mais après réflexion, il finît par renoncer à «ces idées extravagantes».

### Le titre d’abbé et la gloire du professeur
L’abbé Dupuy était un aumônier qui participait également à la Société de Saint-Vincent-de-Paul. Il était depuis 1823, employé sous la direction des archevêques d’Auch dans deux de leurs établissements. De 1833 à 1837 il occupait le poste de professeur de mathématiques et d’histoire naturelle à Gimont. De 1837 à 1873 il était professeur d’histoire naturelle au petit séminaire d’Auch où il était également le directeur. Le 14 octobre 1873, il fut nommé Chevalier de la Légion d’honneur sur le rapport du Ministre de l’Instruction publique, des Cultes et des Beaux-arts Anselme Batbie. Dominique Dupuy fut également membre de la société botanique de France, membre honoraire de la société d’histoire naturelle de Toulouse  en 1872 et membre de la Société départementale d’agriculture et d’horticulture du Gers au sein de laquelle il dirigea les publications.

## Un malacologiste notoire et un collectionneur important
Très connu sous le statut de botaniste c’est pourtant la science malacologique qui lui valut le plus de renom car c’est au sein de cette discipline qu’il manifesta le plus d’ambition.    Il compta parmi les premiers malacologistes qui prolongèrent le désir d’une entreprise colossale d’inventaire au sein de la science malacologique suggéré par l’abbé Poiret, Lamarck ou encore Draparnaud. Les Contributions à la faune malacologique française détaillent tous les travaux du scientifique, affirmant ainsi son importance et son rôle au sein de cette discipline. C’est un spécialiste de la conchyliologie et notamment de l’examen des coquilles et des parties extérieurs de l’animal.
Sa collection de mollusques terrestres et fluviatiles de la région a été constituée autour de 1850 et donnée au muséum de Toulouse le 16 juillet 1879. D’autres spécimens furent donnés au muséum d’histoire naturelle de Metz en 1885, ainsi qu’à de nombreux autres musées dans le monde entier comme Cincinnati, Avellino, Saint-Cyr, Arcachon, Bagnères-de-Bigorre, Montauban… La collection de Dupuy compte parmi les collections importantes de la malacologie de par la qualité de ses spécimens.

## Richesse de la collection Dupuy du Muséum d’histoire naturelle de Toulouse[11]
En 1879, l’Abbé Dominique Dupuy fit don au muséum de sa collection de mollusques terrestres et dulçaquicoles. Inventoriée en 2009, elle comprend 1740 spécimens des principaux taxons de la région et de France (avec quelques exotiques) dont une dizaine de types ayant servi de référence pour la description de nouvelles espèces ou sous-espèces. De par la présence de nombreux types, c’est la collection de zoologie du Muséum de Toulouse qui a la plus grande valeur scientifique.

### Espèces décrites
La collection Dupuy du muséum d’histoire naturelle de Toulouse est conservée dans les réserves du site Toulousain. La richesse de la collection s’élève à 5 portoirs soit plus d’une centaine d’espèces et de spécimens, mais ce sont surtout les types (holotypes et syntypes) présents qui font de cette collection un trésor patrimonial. Les spécimens types des taxons décrits par Dupuy (espèces et sous-espèces)  devraient se retrouver dans cette collection.
- Urticicola moutonii (Dupuy 1848) - Hygromiidae
- Renea moutonii (Dupuy 1849) - Aciculidae
- Bythinella moulinsii (Dupuy 1849) - Hydrobiidae
- Vertigo moulinsiana (Dupuy 1849) - Vertiginidae
- Clausilia bidendata abietina Dupuy 1849 - Clausilidae
- Theodoxus fluviatilis thermalis (Dupuy 1851) - Neritidae
- Clausilia rugosa reboudii (Dupuy, 1851) - Clausiliidae
- Cochlostoma nouleti (Dupuy 1851) - Cochlostomatidae
- Pseudamnicola astierii (Dupuy 1851) - Hydrobiidae
- Alzoniella perrissii (Dupuy 1851) - Hydrobiidae
- Bythinella cebennensis (Dupuy 1851) - Hydrobiidae
- Bythinella reyniesii (Dupuy 1851) - Hydrobiidae
- Neohoratia moquiniana, (Dupuy 1851) Hydrobiidae
- Hypnophila boissii (Dupuy 1851) - Azecidae

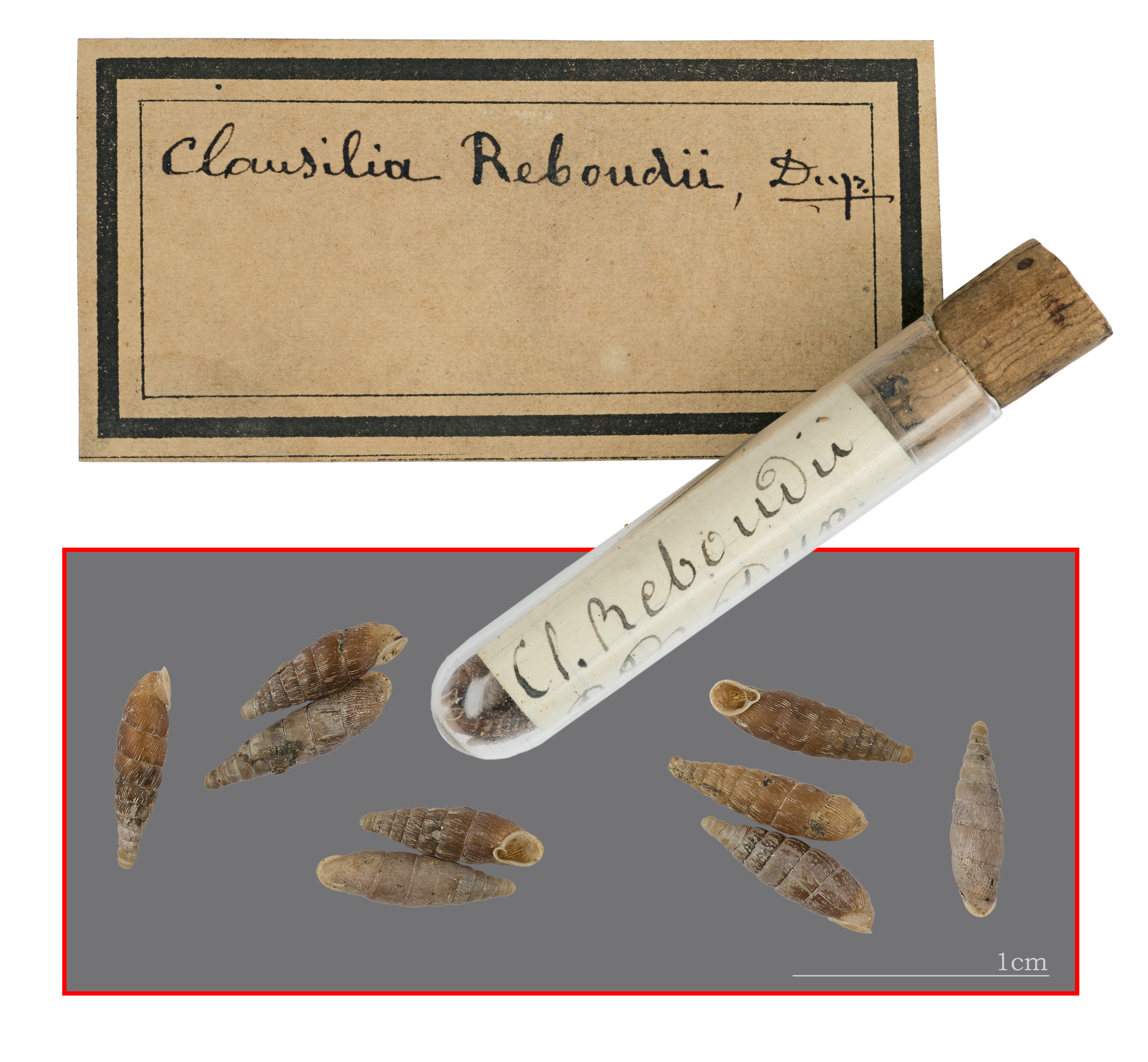
Clausilia rugosa reboudii Syntype
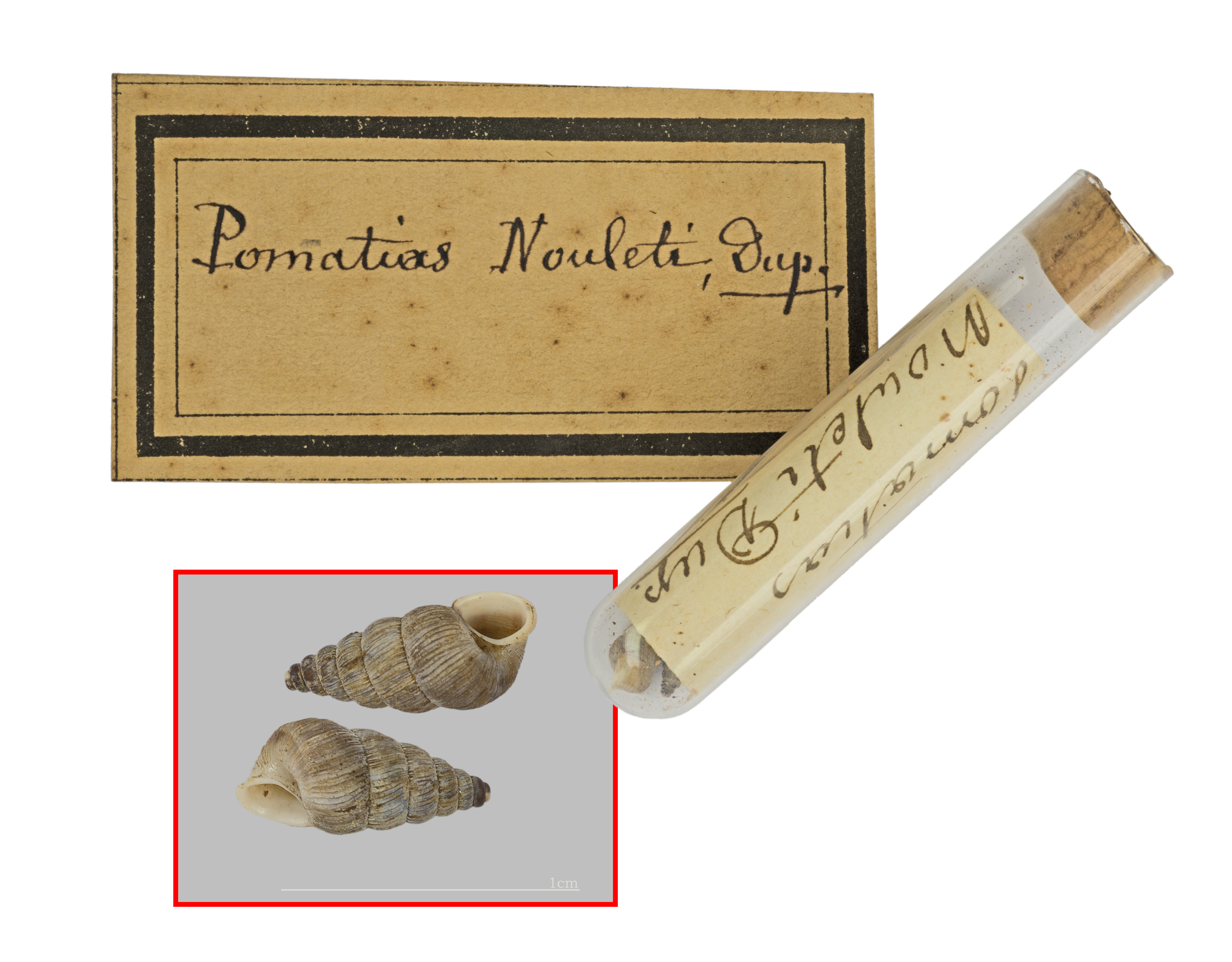
Cochlostoma nouleti Syntype
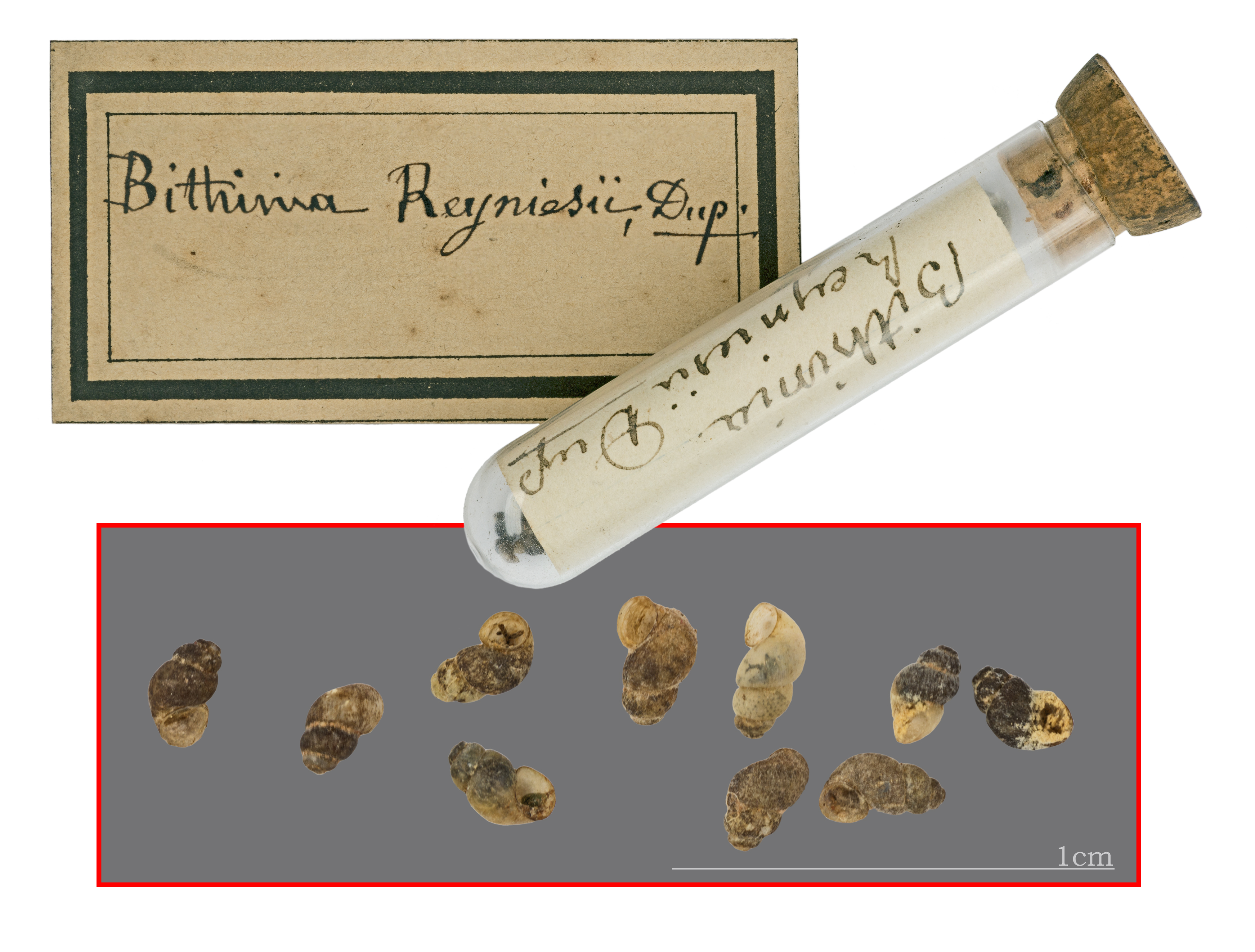
Bythinella reyniesii Syntype
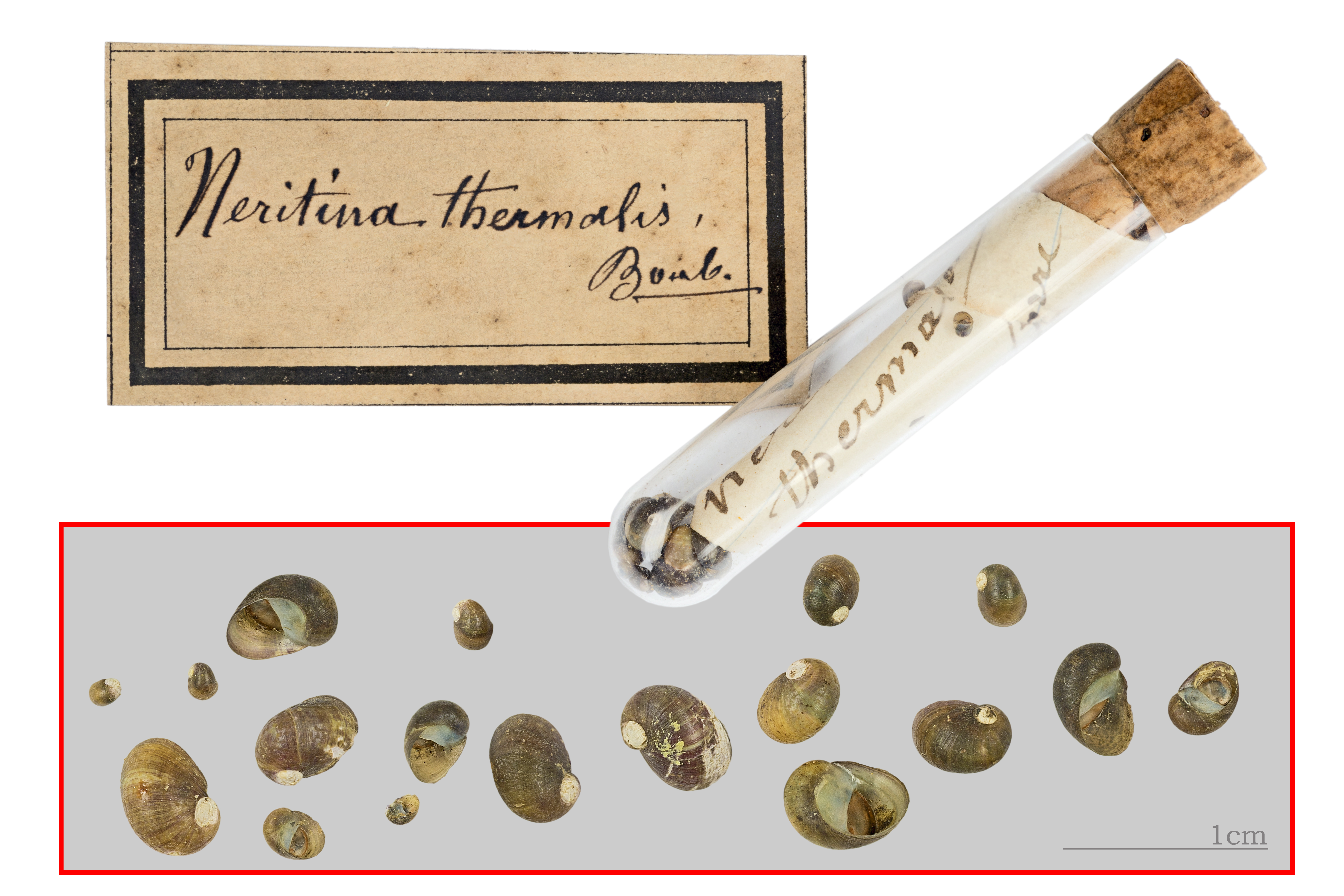
Theodoxus fluviatilis thermalis Syntype
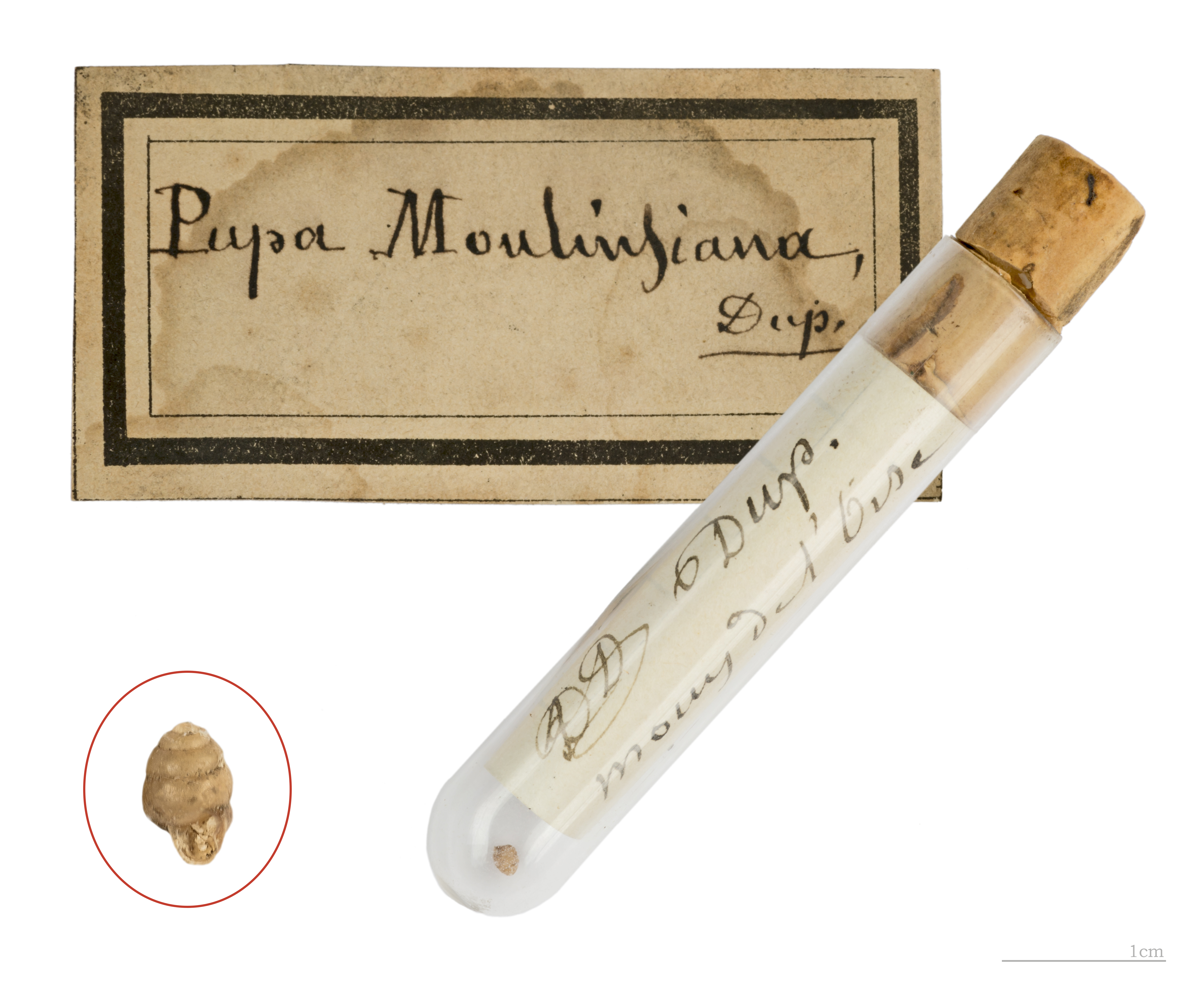
Vertigo moulinsiana Holotype

Une grande étiquette présente avec cette collection mentionnant « Types des espèces et variétés décrites dans l’histoire naturelle des mollusques terrestres et d’eau douce qui vivent en France » laissent en suspens quelques suppositions. En effet si certains spécimens ne proviennent pas de France (allant jusqu’en Océanie), on peut en déduire qu’ils ne sont pas tous à relier à cette étiquette. Néanmoins, outre les nouvelles espèces ou sous-espèces, décrites par Dupuy, il y aurait également -si l’on en croit ce qui est écrit p XXI de l’ouvrage cité par l’étiquette d’un des bacs, L’histoire naturelle des mollusques terrestres et d’eau douce qui vivent en France, - les types () de presque toutes les espèces décrites par Michaud, Mittre, Normand (les Cyclades), Terver (espèces algérienne et celles du Brésil décrites par Moricand), Alder (toutes ses espèces anglaises), Leonhard Jennyns (Cyclades et ou Pisidies ou Pisidiums), Philippi, Rossmassler. Tous ces types (syntypes) ont été donnés à Dupuy et seraient présents dans cette collection qui, pour ce qui est des espèces récoltées en France, serait en fait celle de l’ouvrage en question écrit par Dupuy en 1847.

### Les autres lots de la collection de Dupuy

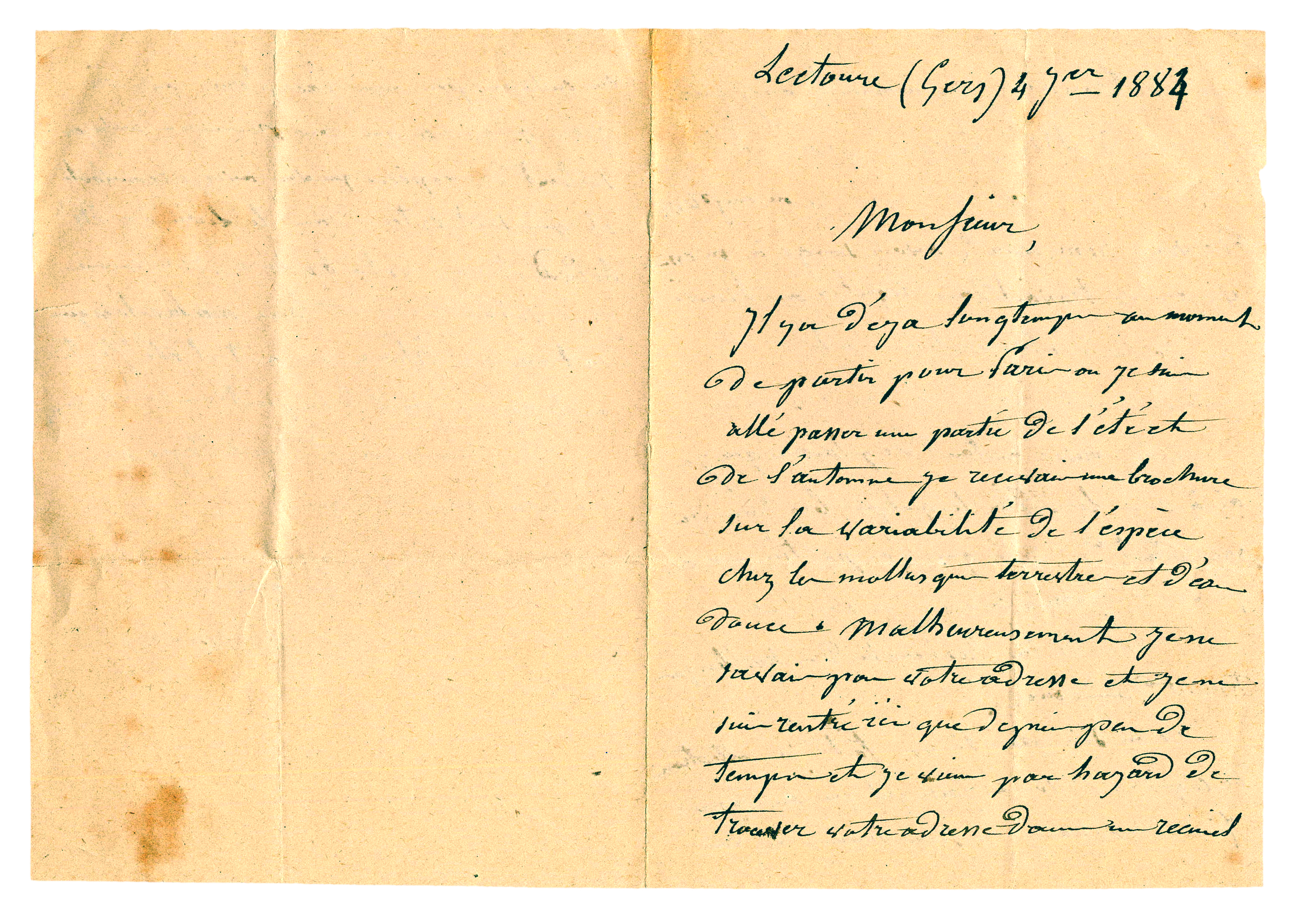
Lette de Dupuy à son confrère Georges Coutagne

Une liste des lots récoltés par Dupuy qui apparaissent dans la collection Sayn - dont le sous-ensemble ayant appartenu à Henry Nicolas qui échangeait avec de nombreux malacologues - nous permet d'affirmer l'étendue de la collection Dupuy.  La collection Sayn est actuellement en train d'être inventoriée. La collection Dupuy devait être très importante puisqu'il pouvait se permettre d'échanger facilement un grand nombre d'espèces avec parfois de longues séries. Une  lettre autographe de l'abbé Dupuy adressée à G. Coutagne en 1884 dans laquelle on peut lire qu'il souhaitait échanger des coquilles avec Coutagne, soutient cette supposition. Dès lors on peut se demander où est le reste de la collection Dupuy.

## Un botaniste à échelle locale mais à renommée nationale
Dans sa carrière de botaniste, l’abbé Dupuy, membre de la société botanique de France, a beaucoup travaillé à l'échelle de son département. Le département du Gers est à cette époque peu connu des botanistes et en cela les travaux de Dupuy constituent un apport important à l’échelle départementale étant donné qu’il s’agit de la référence botanique la plus complète dans ce département. Dans ses Mémoires d’un botaniste accompagnées de la Florule des stations des chemins de fer du Midi dans le Gers de 1868 l’auteur y cite la présence d’environ 1073 taxons. Dans sa préface il justifie le choix de la volontaire restriction géographique en mettant avant tout d’abord la vacuité dans la connaissance botanique du département. Aussi se manifeste encore une fois l’intérêt pédagogique. Dupuy veut offrir un ouvrage au plus proche des réalités du terrain, au contact même de la connaissance qui entoure ses élèves et ses lecteurs.
Tout comme en malacologie, c’est un collectionneur très prolifique. Il collecta en effet de nombreux herbiers dont on retiendra les plus notables :
L’herbier des plantes des environs d’Agde : Il en est le créateur, collecteur et déterminateur.  Sur la tranche du volume on peut voir inscrit Station des chemins de fer du midi 1869, Plantes des environs d'Agdes. Sur la première page se trouve une dédicace de l'auteur : "à Mr Surell, Directeur-général du chemin de fer du midi, hommage respectueux de l'abbé D.Dupuy, Pr. d'hist. nat. à Auch". Toutes les étiquettes sont pré-imprimées avec la mention latine "Ex Herb. Seminarii Auscitani" («L’Herbier du séminaire auscitain») et "Prof. D. Dupuy". L’intérêt scientifique de cet herbier réside dans les mentions. Cet herbier a été donné par Philippe Jauzein à James Molina au début des années 2000. Philippe Jauzein en avait hérité de son père. L’herbier constitue un ouvrage relié et comporte 86 planches.
L’herbier du Caousou : Il aurait compté parmi les collecteurs de cet ambitieux travail qui figure aujourd’hui dans le patrimoine de l’institution. L’Intérêt scientifique est manifeste par la présence d'échantillons de l'Herbier Jordan, de l’Herbier Joseph Duval-Jouve, de celui de François Boissier de Sauvages de Lacroix ainsi que de celui de Pierre Tranquille Husnot.  Il possède une liasse constituée des parts de Balansa qui ont été réunies et ont été extraites des premières liasses. Le collège du Caousou de Toulouse en fit don à l’université de Montpellier en 1972. En mars 2009 il est recensé dans les Herbiers de Languedoc-Roussillon. Cet herbier a une couverture géographique très vaste puisqu’elle concerne environ six pays : France (Martinique, Guadeloupe, Charente inférieure, Rhône-Alpes, Loire inférieure, Gironde, Gers, Haute Garonne, Hérault, Charente Maritime, Loire Atlantique, Tarn, Pyrénées), Paraguay, Uruguay (Montevideo), États-Unis, Algérie, Allemagne.
De manière plus anecdotique, on retrouve dans les Mémoires d’un botaniste accompagnées de la florule des stations des chemins de fer du Midi dans le Gers une empreinte assez personnelle du botaniste. Ainsi pour faire la transition entre les mémoires et la florule, Dominique Dupuy retranscrit la "Chanson du botaniste", élément qui nous pousse à nouveau (tout comme la petite fable qui la précède) à imaginer cet abbé  comme un homme savant qui malgré un raisonnement sérieux faisait toujours preuve d’une grande simplicité et dont le ton jovial laissait apparaître tous les éléments d’un caractère sympathique. Cette chanson ajoute à l’ouvrage savant un brin de culture populaire qui apporte au portrait de Dominique Dupuy les traits de caractère du bon vivant.

« LE BOTANISTE
Sur l'air de : "Cadet Rousselle"
Le botaniste est bon enfant,
Mais blagueur par tempérament ;
Je vais vous conter son histoire,
Ses vertus, ses défauts, sa gloire ;
Ah! ah! oui vraiment, 
Le botaniste est bon enfant.
Le botaniste, jeune ou vieux,
Est toujours gai, toujours joyeux ;
En fait d’ souci il ne connait guère
Que le Calendula vulgaire.
Ah! ah.! etc.
Le botaniste a sur le flanc
Une grosse boîte de fer blanc,
Et certes, la boîte de Flore
Vaut mieux que celle de Pandore.
Ah! ah! etc.
Le botaniste a sur le dos
Un vieux carton qui n'est pas beau ;
Du nom de Cartable il le qualifie
Par goût pour la synonymie.
Ah! ah! etc.
Le botanist’ porte à la main
Un outil qu'il nomme un chourin.
Cette arme n'est pas élégante,
Mais par contre elle est fort gênante.
Ah! ah! etc.
Le botanist' n'est pas gourmand
Mais il mange agréablement,
Et se content' d'une omelette
Qui soit suivi' de côtelettes.
Ah! ah! etc.
Le botanist' n'est pas pochard
Mais il a l'vin fort égrillard,
Et sur lui l'ciel trop d'eau déverse
Pour qu'à  table encor il s'en verse.
Ah! ah! etc.
Le botaniste sans humeur
Boit de la piquette ou du meilleur,
Et mêm' quand l'vin n'est pas potable
La bièr' lui semble délectable.
Ah! ah! oui vraiment, etc.
Le botaniste, grand fumeur,
Du petit verre est amateur,
Et si pour digérer il fume
Il prend la goutte pour le rhume.
Ah! ah! etc.
Après avoir bien déjeuné,
Après savoir fumé, chanté,
Le botanist' pense à  ses plantes
Il s'en fich' comm' de l'an quarante.
Ah! ah! etc.
Le botanist' quand il fait chaud
Sait se rafraichir comme il faut ;
Le botanist' quand le froid pique
Met au feu toute sa boutique.
Ah! ah! etc.
Bien qu'il soit brave et plein d'honneur
Le botanist' n'est pas q' relleur,
Et jamais aucun bruit de guerre
Ne courut dans son atmosphère.
Ah! ah! etc.
Le botaniste après dîner
Aime parfois à  rimailler,
Et si la rime n'est pas riche
De calembourgs il n'est pas chiche.
Ah! ah! etc.
Quand l' botaniste est fatigué
Il n'aim'pas à  rentrer à  pied,
Mais en wagon il préfère
Rouler comme un millionnaire.
Ah! ah! etc.
Messieurs, vous v'nez de démontrer
De ce refrain la vérité;
Car m'écouter avec patience
C'est prouver jusqu'à  l'évidence
Ah! ah! oui vraiment,
Que l’botaniste est bon enfant. (bis) »

— Dominique Dupuy, Mémoires d’un botaniste accompagnées de la florule des stations des chemins de fer du Midi dans le Gers, page 113

## Un savant regretté
En somme l’abbé Dupuy était un savant accompli. Adorateur de la nature il se décrivait lui-même comme un naturaliste dans toute la généralité du terme. À la fois passionné des pratiques extérieures et de tous les loisirs que la nature pouvait offrir (pêche, chasse…) il était aussi très attaché à la connaissance théorique, s’appliquant scrupuleusement à offrir des écrits qui constituaient des socles de travail fondamentaux. Un homme simple et passionné et, à en croire les témoignages de ses élèves, un professeur passionnant.
Souffrant dès son plus jeune âge d’un tempérament valétudinaire, il est décédé en 1885 à l’âge tout de même avancé de 73 ans des suites d’une grave affection névralgique. Son œuvre sera retracée par Alfred de Saint-Simon en 1887 et 1888 dans les Bulletins XXI et XXII de la société d’histoire naturelle de Toulouse, et une notice nécrologique sera rédigée par le journal de Conchyliologie en 1885. L’abbé Dupuy était très réputé et très respecté de son temps, il est fort probable de  pouvoir trouver d’autres nécrologies.

## Publications[17]
Dans la plupart des préfaces qui précèdent ses diverses publications, l’abbé Dupuy justifie son travail de rédaction par l’intérêt pédagogique. Il affirme vouloir mettre à l’écrit ses recherches afin de donner à ses élèves un support pédagogique clair et utile. Ses ouvrages sont souvent accompagnés de lithographies riches et de grande qualité. Renonçant dès le départ à l’exhaustivité de son propos, c’est toujours en toute modestie que le savant présente son travail.

### Écrits scientifiques traitant de malacologie
Il publie deux ouvrages majeurs de la Malacologie française et mondiale :
- Essai sur les Mollusques terrestres et fluviatiles et leurs coquilles vivantes et fossiles du département du Gers (1843). Bien que volontairement restreint dans l’espace, cet ouvrage constitue une sorte de manuel malacologique à la disposition de ses élèves.
- Histoire naturelle des mollusques terrestres et d’eau douce qui vivent en France (1847-1852). Plus général, c’est un ouvrage important dont la valeur était appréciée par tous les malagologistes. Les planches lithographiées par M.J. Delarue qui l’accompagnent sont d’une qualité remarquable et rendent ainsi le propos scientifique d’autant plus pertinent.
- En 1878, il écrit un article dans le Bulletin de la société d’histoire naturelle de Toulouse : «De la recherche des mollusques terrestres, et des moyens de se les procurer». In Bull. soc. Hist. Nat. Toulouse. T XII, p. 22-59
- En 1879, il écrit un deuxième article dans le Bulletin de la société d’histoire naturelle de Toulouse : «Catalogue des Mollusques testacés, terrestres et d’eau douce qui vivent à la Preste.» In Bull. soc. Hist. Nat. Toulouse. T XIII, p. 34-59
- De la Recherche des mollusques terrestres et d'eau douce et des moyens de se les procurer, 1878

### Écrits biographiques et autobiographique
- Notice biographique sur Édouard Lartet, 1873
- Abrégé de la vie de Mgr de Salinis, archevêque d'Auch, par l'abbé D. Dupuy, 1861
- Mémoires d'un botaniste, accompagnés de la florule des stations des chemins de fer du Midi dans le Gers, 1868
- Notice biographique sur le vice-amiral Dupouy par l'abbé Dupuy accompagnée des paroles prononcées sur sa tombe au Castera Lectourois par M. Aimé Druilhet et de celles prononcées à ses obsèques à Brest par M. Guichon de Grandpont, 1868
- Notice nécrologique. M. Féart, fondateur de la Société d'agriculture et d'horticulture du Gers, par M. l'abbé Dupuy, 1867

### Écrits scientifiques traitant la botanique
- De la Culture du framboisier en France, par l'abbé D. Dupuy, 1863
- Du Ver de la vigne, 1864

À partir de 1853, il dirige la Revue agricole et horticole du Gers :
- Revue agricole et horticole, bulletin de la Société d'agriculture et d'horticulture du Gers, 28e année, no 12 [-31e année], 1881- 1884, directeur scientifique
- Société départementale d'agriculture et d'horticulture du Gers. Compte rendu de la visite de M. le Dr J. Guyot dans le Gers, par M. Rozec, et M. l'abbé D. Dupuy, accompagné d'un extrait des principes de M. Guyot, par M. Sentex, 1862
- Traité de la greffe des arbres fruitiers et spécialement de la greffe des boutons à fruit, 1852

### Écrits scientifiques traitant la zoologie et de l’entomologie
- L'Abeille pomologique, 1862
- Le Livre de race de l'espèce bovine du Gers et spécialement de la race gasconne, 1862

### Publications diverses
Dominique Dupuy a, par ailleurs, contribué à un certain nombre de publications scientifiques ce qui rend la liste exhaustive de ses écrits difficile à dresser. Il aurait, par exemple, publié dans les Bulletins de la Société historique de Soissons, ainsi que dans la Société archéologique de Touraine, publications qui témoignent à nouveau des qualités pluridisciplinaires de Domninique Dupuy tout comme un ouvrage géologique mineur publié en 1869, Le Puits artésien de la gare d'Auch.